# مارتي تشان
مارتي تشان هو مؤلف وكاتب كندي، ولد في 11 مايو 1965 في إدمونتون في كندا.